# FAW J5
FAW J5 — семейство средне- и крупнотоннажных грузовых автомобилей китайской компании FAW с оригинальными кабинами собственного производства, серийно выпускаемых с 2004 года.
Автомобили FAW J5 комплектуются дизельными двигателями Xichai с системой Common Rail компании Bosch мощностью от 120 до 420 л. с. (Евро-2—Евро-5).
В 2010 году представлено новое семейство FAW 新大威 (New Williams), которое похоже на FAW J5, но оснащается двигателями Weichai. В 2011 году семейство FAW New Williams обновили.

## Модификации
- FAW J5K — ближнемагистральный среднетоннажный низкорамный бескапотный грузовой автомобиль (120—160 л. с.):
  - FAW F1116 — шасси 4*2.
  - FAW F1316 — шасси 4*2.
- FAW J5M — среднемагистральный крупнотоннажный бескапотный грузовой автомобиль (220—280 л. с.):
  - FAW F1722 — шасси 4*2.
- FAW J5P — крупнотоннажный бескапотный грузовой автомобиль (260—420 л. с.):
  - FAW CA3252 — самосвал 6*4.
  - FAW CA3312 — самосвал 8*4.
  - FAW F4042 — самосвал 8*4.
  - FAW CA5252 — бетоносмеситель 6*4.
  - FAW CA4252 — седельный тягач 6*4.
  - FAW CA4258 — седельный тягач 6*4 с новой кабиной.
  - FAW CA4182 — седельный тягач 4*2 с новой кабиной.
  - FAW CA4180 — седельный тягач 4*2 с новой кабиной.
  - FAW F1837 — седельный тягач 4*2 или 6*2.
  - FAW F2642 — седельный тягач 6*4.
- FAW J5R — капотный грузовой автомобиль.